# Гамбрилс (Мериленд)
Гамбрилс (енгл. Gambrills) насељено је место без административног статуса у америчкој савезној држави Мериленд.

## Демографија
По попису из 2010. године број становника је 2.800.
| Група             | 2000.    | 2010.         |
| Белци             | 0 (0,0%) | 2.237 (79,9%) |
| Афроамериканци    | 0 (0,0%) | 242 (8,6%)    |
| Азијати           | 0 (0,0%) | 148 (5,3%)    |
| Хиспаноамериканци | 0 (0,0%) | 113 (4,0%)    |
| Укупно            | 0        | 2.800         |